# モリネート
モリネート（英: Molinate）は、チオカーバメート系の除草剤の一種である。

## 用途
雑草の幼芽部、茎葉部及び根部から吸収され、生長点に移行し、脂肪酸の合成を阻害して細胞分裂を阻止し枯死させる。日本では1971年11月13日に農薬登録を受け、水田のノビエなどの一年生雑草に適用される。イネ科やカヤツリグサ科の雑草には有効であるが広葉雑草には効果が劣ることから、シメトリンやピラゾスルフロンエチル、MCPBなどとの混合剤も開発されている。商品名には、単剤の「オードラム」、混合剤の「マメット」などがある。
日本の他ポルトガル・スペイン・エクアドル・メキシコ・中国・イラン・トルコではイネ、EU諸国・オーストラリア・韓国では非食用作物の農地に使用される。
ストウファーケミカルにより開発された薬剤で、化学業界再編により1987年にICI、1992年にゼネカ、2000年にシンジェンタに権利が異動した。日本における権利は、2007年にシンジェンタの日本法人から協友アグリに譲渡された。